# خفاش موز
خفاش موز (نام علمی: Musonycteris harrisoni) نام یک گونه از خانواده خفاش برگ‌بینی است.